# Mary Uranta

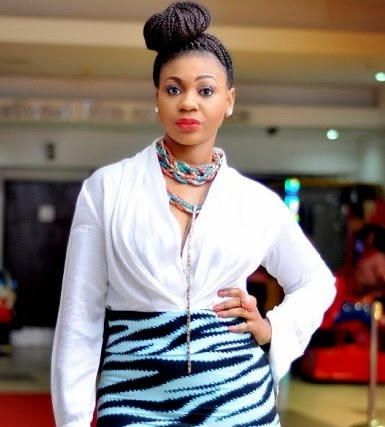
Uranta (2013)

Mary Data Uranta là tên của một diễn viên, ca sĩ, nhà sản xuất phim, người mẫu và là một doanh nhân người Nigeria.

## Lí lịch
Bà sinh ra và lớn lên ở Port Harcourt, bang River]]. Bà có 7 người anh chị em và 4 người anh em kế.
Mặc dù bà theo đạo Cơ-đốc chính thống, nhưng bà học tại trường của đạo Công giáo. Đó là nhà trẻ Sacred Heart và trường tiểu học cùng tên, trường trung học nữ Holy Rosary.
Sau đó, bà học tại trường đại học khoa học và công nghệ bang River. Mặc dù bà mơ ước được học ngành diễn viên nhưng cuối cùng bà lại học ngành quản trị thư kí.
Trong thời gian học tại trường đại học, bà đã thắng giải hoa hậu trong cuộc thi hoa hậu UST và á hậu trong cuộc thi hoa hậu Niger Delta.

## Sự nghiệp
Mary Data Uranta bắt đầu sự nghiệp diễn xuất của mình với một vai diễn nhõ trong phim Girls Hostel, bên cạnh nữ diễn viên Uche Jombo. Sau đó, bà góp mặt trong các bộ phim tên là Paul and Silas, War of Roses, Silver Spoon và Church Committee, sau đó bà tạm ngưng để tiếp tục việc học. Năm 2006, bà được giao cho một vai diễn lớn trong bộ phim Secret Mission. Những bộ phim Nollywood (nền công nghiệp điện ảnh của Nigeria) khác của bà là Tea or Coffee, Tears of a Princess, Baits of Doom, The Professionals, Real Passion, Mistress, The Darkest Link, Love Doctor, Critical Passion, Pradah, Secret Shadow và Blood Game.

## Giải thưởng
Tháng 10 năm 2011, bà nhận được giải đại sứ trẻ châu Phi vì những gì bà đóng góp cho Nollywood.
Một năm sau, bà được đề cử cho giải giải thưởng Nollywood xuất sắc nhất cho vai diễn của bà trong bộ phim Mistress và tại lễ trao giải người thành phố lần thứ tư. Ngày 14 tháng 7 năm 2013, bà bà thắng giải người thành phố ở mục diễn viên xuất sắc nhất.